# Araneus stabilis
Araneus stabilis är en spindelart som först beskrevs av Eugen von Keyserling 1892.  Araneus stabilis ingår i släktet Araneus och familjen hjulspindlar. Inga underarter finns listade i Catalogue of Life.